# جيم ريان (لاعب كرة قدم أسترالية)
جيم ريان (بالإنجليزية: Jim Ryan)‏ هو لاعب كرة قدم أسترالية أسترالي، ولد في 29 أغسطس 1918، وتوفي في 4 يونيو 2006.

## وصلات خارجية
- جيم ريان على موقع AustralianFootball.com (الإنجليزية)
- جيم ريان على موقع AFLtables.com (الإنجليزية)